# Элсон, Луис Чарлз
Луис Чарлз Элсон (англ. Louis Charles Elson; 17 апреля 1848, Бостон — 14 февраля 1920, Бостон) — американский музыкальный критик, музыкальный педагог и композитор. Отец Артура Элсона.
Начал учиться фортепиано в Бостоне. Затем занимался вокалом у Августа Крайсмана, изучал в Лейпцигской консерватории композицию под руководством Карла Глоггнера-Кастелли.
По возвращении в США в 1876 г. дебютировал как музыкальный критик, а также в качестве редактора посвящённого органной музыке журнала «Vox Humana». С 1880 г. преподавал в Консерватории Новой Англии, в 1862 г. возглавил кафедру теории музыки. Пользовался значительным авторитетом в национальном масштабе, в 1904 году был избран президентом Национальной ассоциации преподавателей музыки.
Наиболее значительный труд Элсона — «История американской музыки» (англ. The History of American Music; 1904). Среди других его сочинений — книги «Немецкие песни и авторы песен» (англ. German songs and song writers; 1882) и «История немецкой песни» (англ. The history of German song; 1903), учебник теории музыки (1890), монография «Шекспир в музыке» (англ. Shakespeare in Music; 1901). Элсон также составил «Музыкальный словарь» (1905). Композиторское наследие Элсона состоит из фортепианных и вокальных миниатюр, различных фортепианных переложений.